# Sami Naseri
Sami Naseri (fr. Samy Naceri, rođen 2.Jula 1961. godine) je francuski filmski glumac. Najpoznatiji je u ulozi u filmskom serijalu od 4 nastavka Taksi kao Danijel Morales.

## Detinjstvo i karijera
Naseri je svoje detinjstvo proveo u predgrađu Pariza, Fontne su Boa. Njegov brat je Bibi Naseri, koji je jednim delom pisao i glumio u međunarodnom filmu Distrikt 13.

## Filmografija
| Godina | Originalni naziv filma        | Glumio         | Režiser          |
| ------ | ----------------------------- | -------------- | ---------------- |
| 1994   | Frères                        | Samy           | Olivier Dahan    |
| 1995   | Coup de vice                  | Zeff           | Zak Fishman      |
| 1995   | Raï                           | Nordine        | Thomas Gilou     |
| 1996   | Malik le maudit               | Mohamed        | Youcef Hamidi    |
| 1996   | La Légende de Dede            |                | Antonio Olivares |
| 1997   | Bouge!                        | Zn             | Jérôme Cornuau   |
| 1997   | Autre chose à foutre qu'aimer | Manu           | Carole Giacobbi  |
| 1998   | Taxi                          | Daniel Morales | Gérard Pirès     |
| 2000   | Taxi 2                        | Daniel Morales | Gérard Krawczyk  |
| 2003   | Taxi 3                        | Daniel Morales | Gérard Krawczyk  |
| 2007   | Taxi 4                        | Daniel Morales | Gérard Krawczyk  |

## Spoljašnje veze
- (језик: француски) Samy Naceri in Allocine website